# Walter Benz
Walter Benz (2 de mayo de 1931 - 13 de enero de 2017) fue un matemático alemán, experto en geometría.

## Semblanza
Benz nació en 1931 en la localidad renana de Lahnstein. Estudió en la Universidad de Maguncia y recibió su doctorado en 1954, con Robert Furch como asesor.
Inició su trabajo como docente en la Universidad Johann Wolfgang Goethe, y con posterioridad ejerció como profesor en la Universidad del Ruhr de Bochum, en la Universidad de Waterloo y en la Universidad de Hamburgo, siendo reconocido con un doctorado honorífico.
Basándose en su libro Vorlesungen über Geometrie der Algebren (Springer, 1973), ciertos objetos geométricos se denominan planos de Benz.
Los espacios prehilbertianos sobre los números reales son la base de un libro de Benz publicado en 2007: Geometrías clásicas en contextos modernos.
Falleció en 2017 en la localidad de Ratzeburgo, a los 85 años de edad.